# Dabakala
Dabakala este o comună din regiunea Vallée du Bandama, Coasta de Fildeș.